# Tigerschnegel
Der Tigerschnegel (Limax maximus), auch Großer Schnegel, Große Egelschnecke oder Tigernacktschnecke genannt, ist eine 10 bis 20 Zentimeter lange Nacktschnecke aus der Familie der Schnegel. Sie ist in Europa weit verbreitet und inzwischen fast weltweit in die gemäßigten Breiten verschleppt worden.

## Merkmale

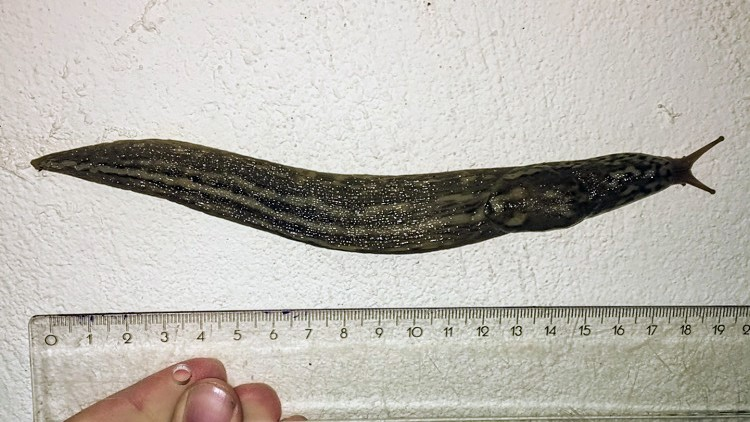
Etwa 20 cm langer Tigerschnegel an einer Hauswand

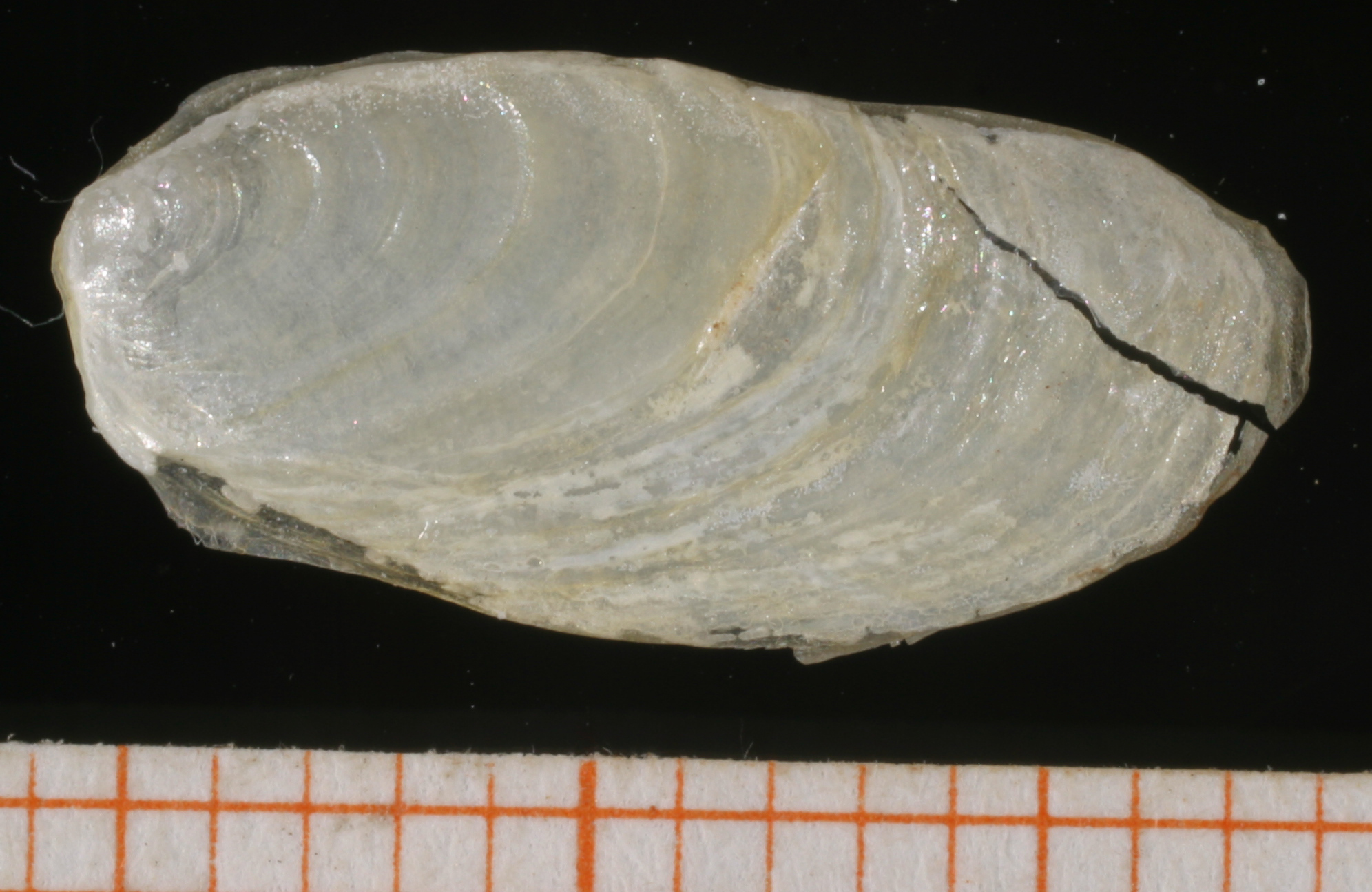
Kalkiges Schälchen im Mantelschild

Der Tigerschnegel erreicht ausgestreckt eine Länge bis 13 cm, manche Autoren geben sogar eine Maximallänge bis 20 cm an. Er weist im Bereich des Mantelschilds auf hellgelbem, hellbraunem oder hellgrauem Grund ein unregelmäßiges Muster meist etwas länglicher Flecken auf. Auf dem Körper sind bei gleicher Grundfarbe die Flecken stärker gelängt und oft in Reihen angeordnet. Seitlich können sie sich nahezu zu dunkleren Binden verdichten. Die Zahl der Flecken schwankt aber stark und es kommen auch fast einfarbige, fleckenlose Exemplare vor (sogenannte „Varietät unicolor Heynemann“) oder albinotische Exemplare („Varietät candida Lessona & Pollonera“). Der Mantelschild nimmt etwa ein Drittel der Körperlänge ein. Der hintere Rand ist eng gerundet. Im Mantelschild hat sich noch ein kleines kalkiges, etwa 13 bis 15 Millimeter langes Schälchen erhalten, das dem Gehäuse der Gehäuseschnecken entspricht. Zwischen der Mittellinie und dem Rand des Mantelschilds können etwa 21 bis 26 feine Furchen gezählt werden. Die Fußsohle ist einheitlich cremefarben. Das Atemloch (Pneumostom) liegt auf der rechten Seite etwas hinter der Mitte des Mantelschilds. Es ist oft etwas dunkler umrandet. Der Kiel ist verhältnismäßig kurz und nimmt nur das letzte Drittel des Rückens ein. Der Schleim ist farblos und relativ zäh.
Der Tigerschnegel ist wie alle Schnegel ein Zwitter; jedes Tier verfügt somit jeweils über einen männlichen und weiblichen Genitaltrakt. Die Zwitterdrüse ändert Größe und Farbe mit dem Alter bzw. der sexuellen Aktivität der Tiere. Bei jüngeren Tieren ist sie groß und braun, bei älteren klein, zungenförmig und fast schwarz. Der lange, dünne Zwittergang ist kurz vor dem Eintritt in den Eisamenleiter (Spermovidukt) stark gewunden. Die Eiweißdrüse (Albumindrüse) ist ebenfalls, dem Alter der Tiere entsprechend, unterschiedlich groß; je älter die Tiere, desto größer ist die Drüse. Der Eisamenleiter 	(Spermovidukt) ist lang, dünn und weißlich, der Penis walzenförmig, etwa halb körperlang und stark gewunden. Der Samenleiter verläuft wenig gewunden und ist mit dem Penis über den größten Teil der Länge durch ein dünnes Häutchen verbunden. Der Penis endet halbkugelig; der Endteil ist durch eine leichte Einschnürung etwas abgesetzt und ab dem Ansatz des Retraktormuskels leicht verdickt. Der Retraktormuskel  setzt seitlich deutlich vor der Penisspitze an. Der Samenleiter mündet etwa auf gleicher Höhe wie der Retraktormuskel, aber auf der anderen Seite in den Penis. Die Samenblase ist klein und eiförmig mit einem kurzen Stiel. Der freie Eileiter ist mäßig lang, röhrenförmig und kurz vor der Mündung in das Atrium leicht erweitert.

## Geografische Verbreitung und Lebensraum
Die Art war vermutlich ursprünglich in Süd- und Westeuropa beheimatet. Sie hat sich aber inzwischen in ganz Mitteleuropa – hauptsächlich wohl durch Verschleppung – verbreitet und tritt mittlerweile auch in anderen Regionen der Welt als Neozoon auf. In Zentraleuropa kommt sie in Auen, Gärten und Parks vor, ist aber auch in feuchten Kellern zu finden.
Die Art kommt auch auf Ischia (Italien) vor. Die Zeichnung der dortigen Lokalform ist punktartig, die Farbe dem Tuffstein angeglichen.

## Lebensweise
Die Tiere sind nachtaktiv und verstecken sich tagsüber, können aber – vor allem nach Regen – auch tagsüber gesichtet werden. Als Versteck dienen ihnen Steinhaufen aus etwas gröberen Kieselsteinen. Denn dort ist es feucht und kühl und sie sind vor ihren Fressfeinden (Spitzmaus, Igel usw.) sicher. Sie siedeln auch in Komposthaufen und unter Holzstapeln. Sie ziehen sich auch in Ast- und Laubhaufen zurück oder verstecken sich unter Dachziegeln und Hohlräumen zwischen Terrassensteinen. Auch Trockenmauern bieten der Art Versteckmöglichkeiten. Sie kleben auch gern unter den Deckeln von Regentonnen. Sie ernähren sich von Pilzen, welken und abgestorbenen, manchmal auch frischen Pflanzenteilen sowie von Aas und – eher selten – räuberisch von anderen Nacktschnecken. Der Tigerschnegel kann dabei Exemplare überwältigen, die ebenso groß sind wie er selbst. Weil Schnegel, unabhängig von ihrer Größe, die Eier anderer Schnecken und deren Nachkommen fressen, werden sie vor allem in Gemüsegärten als Nützlinge und nicht als Schädlinge angesehen. Andere Autoren halten diese Zuschreibung als Schneckenjäger für eine Fehlinterpretation: Insbesondere sexuell aktiv werdende Jungtiere verhalten sich gegenüber Artgenossen und anderen Landmollusken aggressiv und attackieren diese mit – mitunter auch tödlichen – Bissen. Dieses aggressive Verhalten scheint saisonalen Schwankungen zu unterliegen und besonders in trockenen Phasen aufzutreten, wenn Nahrung und Ruheplätze rar sind. Betroffen sind auch Nacktschnecken der Gattung Arion, die mit Limax um Ressourcen konkurrieren.
Zu Beginn des 20. Jahrhunderts wurden der Schwarze Schnegel (Limax cinereoniger) und der Tigerschnegel (Limax maximus) von vielen Autoren noch für eine Art gehalten. Um festzustellen, ob sich Limax cinereoniger und Limax maximus noch miteinander paaren können, unternahm Karl Künkel Zuchtversuche, indem er je ein Tier der einen und der anderen Art in ein Terrarium setzte. Die Versuche endeten jedoch immer damit, dass der Tigerschnegel den Schwarzen Schnegel auffraß oder zumindest anfraß. Bei Fütterungsversuchen gingen Jungtiere, die nur mit chlorophyllhaltigen Pflanzen gefüttert wurden, nach wenigen Monaten zugrunde. Auch eine Gruppe, die ausschließlich mit Früchten gefüttert wurde, gelangte nicht bis zur Geschlechtsreife. Am besten gedieh eine Gruppe, die mit Kartoffeln und Möhren gefüttert wurde. Der Tigerschnegel tritt in Mitteleuropa nie in Populationsgrößen auf, die Kulturpflanzen spürbar schädigen.

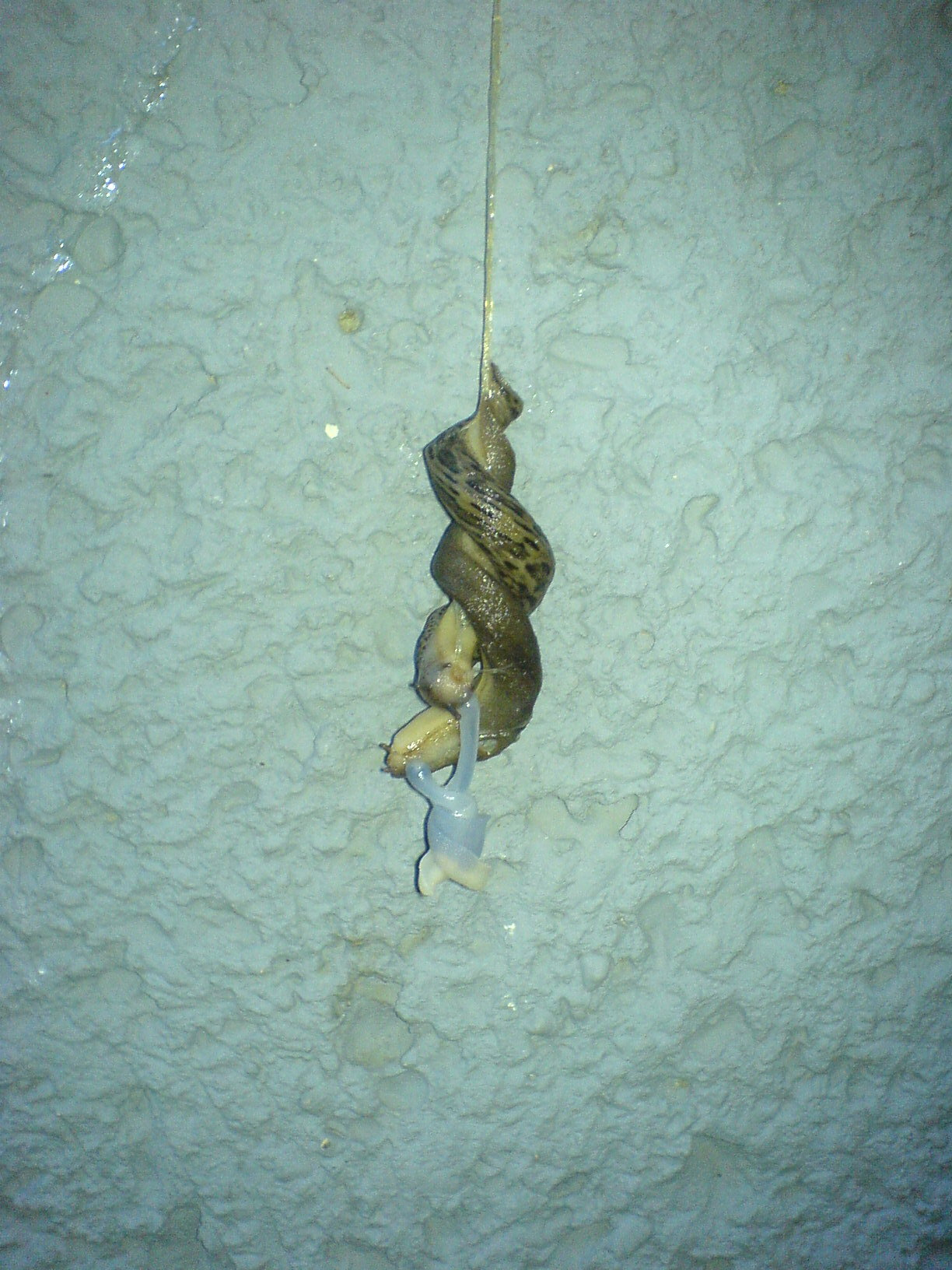
Tigerschnegel bei der Paarung am Schleimfaden hängend und mit beginnender Umwicklung der Penes

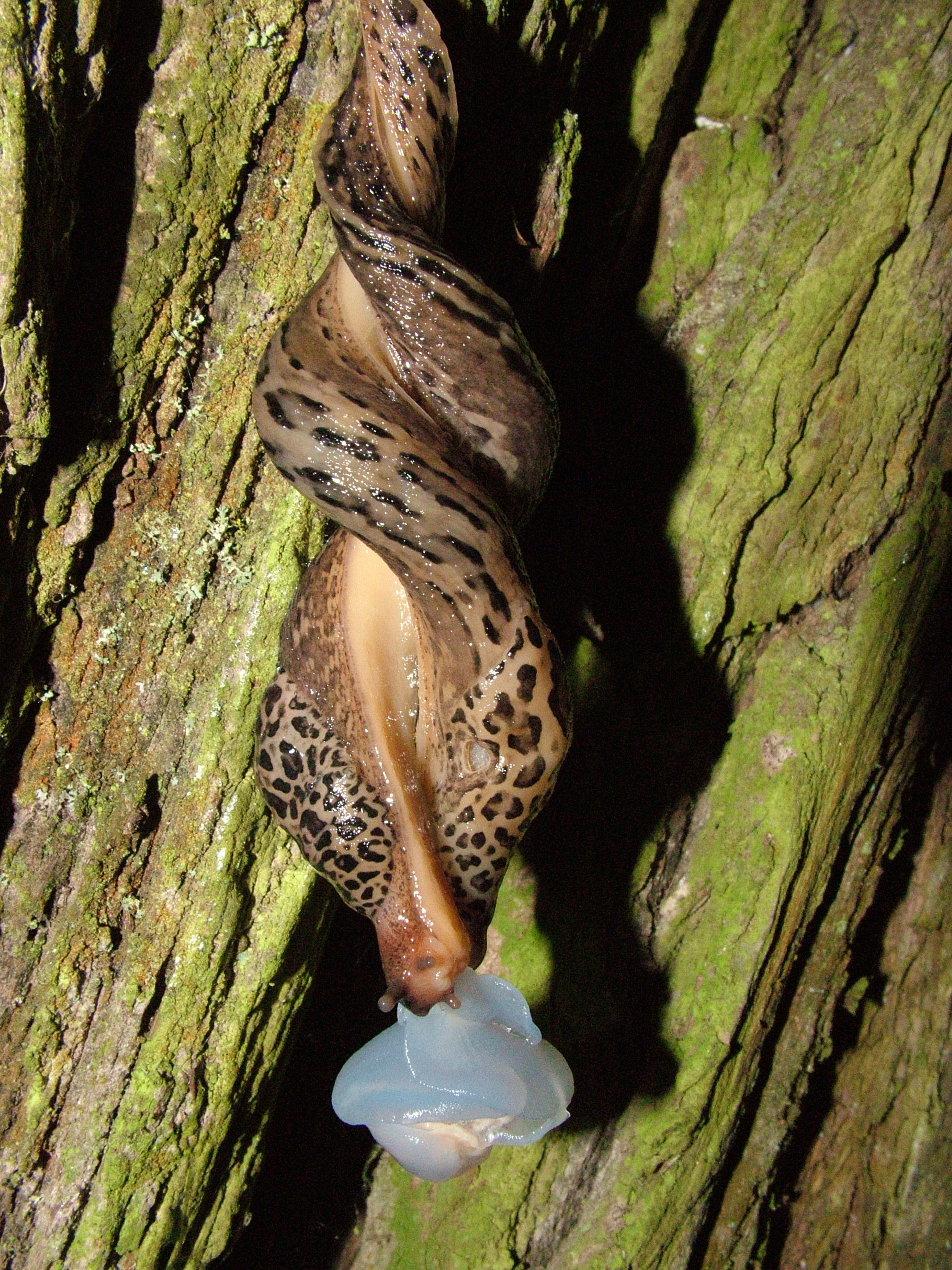
Bildung der „Lampenglocke“ während der Paarung

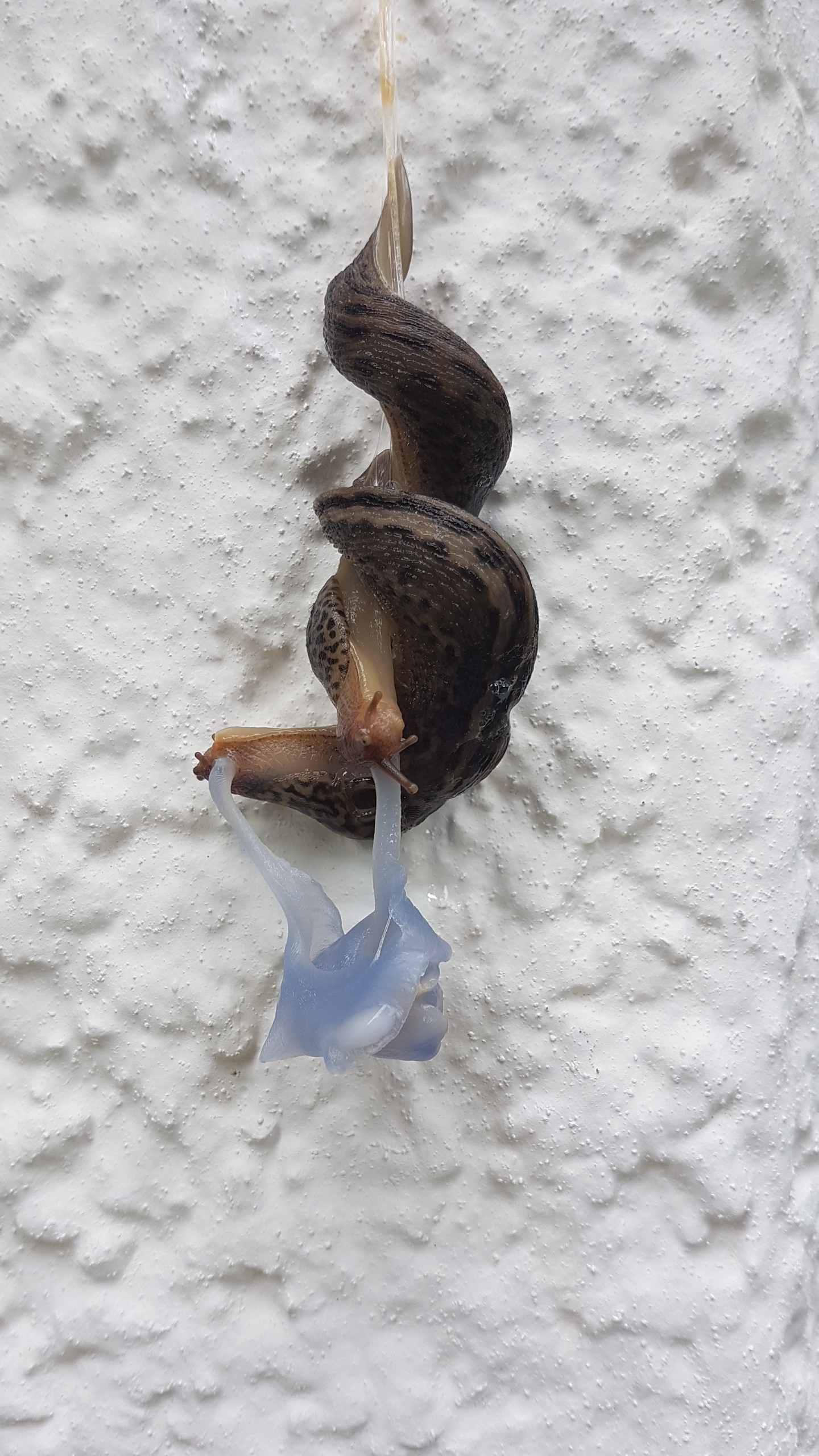
Paarung

## Fortpflanzung
Tigerschnegel sind nach etwa 1½ bis 1¾ Jahren geschlechtsreif. Die Kopulation beginnt damit, dass ein Tier die Schleimspur eines anderen Exemplars aufnimmt. Hat das herannahende Tier das andere erreicht, beginnt eine mitunter stundenlange Verfolgung, die damit endet, dass das verfolgte Individuum an einem für die Begattung geeigneten Platz – fast immer eine senkrechte Fläche – nach rechts einbiegt und mit dem verfolgenden Tier einen ziemlich regelmäßigen Kreis bildet. Die Tiere bewegen sich unter gegenseitigem Belecken der Schwanzspitze zunächst weiter im Kreis. Dabei wird viel Schleim abgesondert, der einen runden Fleck auf dem Untergrund bildet. Die Tiere verkürzen sich und werden dicker. Dabei ist der Vorderkörper spindelförmig angeschwollen. Die Vorderkörper biegen sich nach rechts und nach links. Am Ende dieses Teils des Vorspiels wird der Kreis enger, die Tiere legen jeweils den Kopf auf den Rücken des Partners. Die Genitalöffnung klafft bereits, von den Genitalien selber ist jedoch noch nichts zu sehen. Danach beginnen sich die beiden Partner stürmisch zu umschlingen. Sie schlagen heftig mit den Vorderkörpern umher, belecken oder benagen sich gegenseitig und spreizen die Mantelschilde. Während dieser heftigen Bewegungen scheiden die Tiere mit ihrer Schleimdrüse jeweils einen 1½ mm dicken, rötlich-gelben Schleimfaden aus. Nach weiteren heftigen Bewegungen und weiterer Schleimbildung lösen sich die beiden Partner von der Unterlage und hängen kopfüber am gebildeten Schleimfaden, der durch die heftigen Umschlingbewegungen immer stärker verdreht wird und rasch länger wird. Die endgültige Länge ist unterschiedlich. Ulrich Gerhardt gab 15 bis 20 cm an, Karl Künkel in einem Brief an Ulrich Gerhardt bis 43 Zentimeter. Hat der Schleimfaden seine maximale Länge erreicht, hören die Bewegungen auf und die Tiere strecken sich, aber in sich verschlungen und mit fast in die Waagrechte gehobenen Köpfen. Erst danach erscheinen in den Genitalöffnungen die schlauchartigen, bis etwa 4 Zentimeter langen und etwa 4 Millimeter dicken Penes, die durch die Hämolymphe bläulichweiß gefärbt sind. Die Kämme sind bereits als gewellte Säume zu sehen. Die Penes beginnen nun sich zu suchen. Dazu werden die Köpfe etwas abgesenkt. Meist braucht es mehrere Versuche, bis sich die Penes gefunden haben. Sie umwinden sich anschließend. Die Basen der Penes bleiben getrennt. Nach der Umwindung der Penes legen sich die Kämme zunächst kurz an. Die Samenpakete erscheinen in den Genitalöffnungen und gleiten rasch zu den Spitzen der Penes. Die Kämme werden nun bis auf 2½ Windungen wendelartig abgespreizt. Haben die beiden Spermapakete die Spitzen der Penes erreicht, legen sich die Kämme der unteren 1½ Windungen wieder an und bilden mit den Penisspitzen eine bläuliche Kugel. Es entsteht das Bild einer hängenden Lampe (in der Literatur auch „Lampenglocke“ genannt). In dieser Kugel treten die Spermapakete aus und werden an Drüsenfelder an den jeweils anderen Penis angeheftet. Dieses Stadium bleibt eine ganze Weile ohne Veränderung bestehen. Danach beginnt die Trennung der Penes, die von den Basen ausgeht. Die Kämme legen sich an, lösen sich vom jeweilig anderen Penis, bis dann nur noch die verbreiterten Endstücke der Kämme zusammenhängen. Unter Ziehen und Überwindung zähen Schleims werden die Penes schließlich auseinandergezogen. Für einen kurzen Augenblick sind dabei die Spermapakete sichtbar, die nun rasch in den Penis eingestülpt werden. Die Penes werden nun rasch und vollständig in die Genitalöffnung zurückgezogen. Die Umwindung der Tiere löst sich. Oft fällt dabei ein Tier zu Boden, während das andere am Schleimfaden hochkriecht und ihn oft auch auffrisst. Ist eine feste Unterlage nicht weit, versucht ein Partner dort festen Halt zu finden und kriecht davon. Insgesamt dauert die Kopulation von der Bildung des Kreises bis zur Trennung meist etwa eine halbe Stunde bis eine Stunde. Die eigentliche Kopulation dauert nur 11 bis 20 Minuten (Mittel 15 Minuten). Selbstbefruchtung wurde, zumindest in Gefangenschaft, ebenfalls beobachtet.

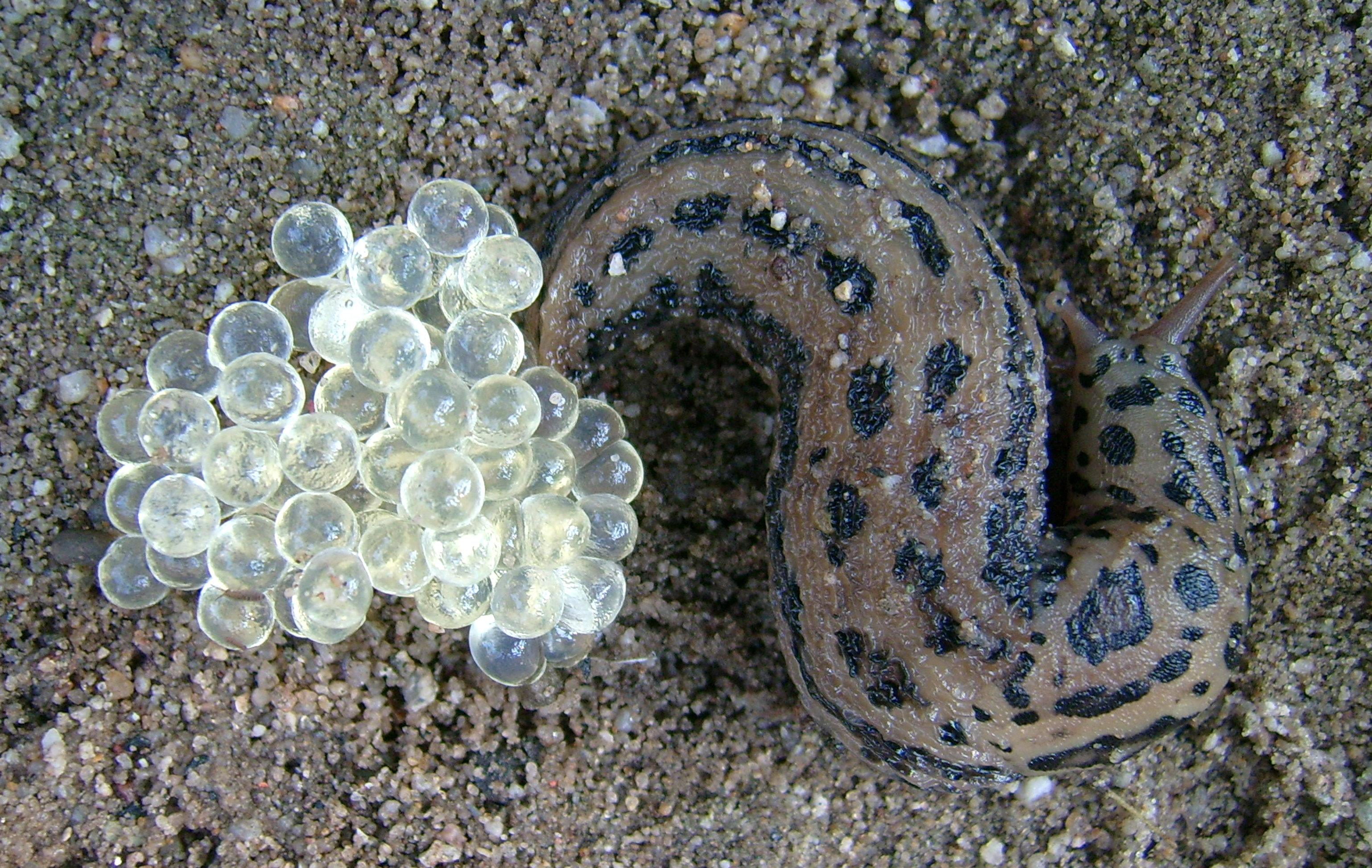
Eiablage

Die erste Eiablage erfolgt im Juli/August, die zweite im Juni/Juli des darauffolgenden Jahres. Pro Legeperiode werden zwei bis vier Gelege produziert. Diese enthalten etwa 100 bis 300 Eier je nach Größe und Ernährungszustand der Tiere. Die Eier sind kugelig bis leicht länglich; sie messen 4 bis 5 mm im Durchmesser. Die Entwicklung dauert je nach Temperatur zwischen 19 und 25 Tagen, in Extremfällen auch 45 Tage. Allerdings werden viele Eier durch Parasitenbefall (Nematoden, Milben und Fliegen) vernichtet. Die frisch geschlüpften jungen Tigerschnegel sind winzig und blass weiß. Etwa eine Woche nach dem Schlüpfen bekommen sie die ersten Streifen und Bänder. Der Tigerschnegel kann zweieinhalb bis drei Jahre alt werden.

## Taxonomie
Das Taxon Limax maximus wurde bereits 1758 von Carl von Linné in der 10. Auflage der Systema Naturae wissenschaftlich beschrieben. Es ist die Typusart der Gattung Limax. Als Typlokalität gilt York in England. In der Literatur wurde früher auch häufig der Vor-Linnéische Name cinereus benutzt, der von Martin Lister stammt. Der Umfang des Taxons bzw. die geografische Verbreitung in Europa ist bisher nicht eindeutig geklärt, da es eine ganze Reihe recht ähnlicher Arten gibt.

## Sonstiges
Der Tigerschnegel wurde 2005 zum Weichtier des Jahres in Deutschland und für 2018/2019 in Österreich gewählt.

## Gefährdung
In Schleswig-Holstein wird der Große Schnegel als „potentiell gefährdet“ eingestuft, ebenso in Oberösterreich.

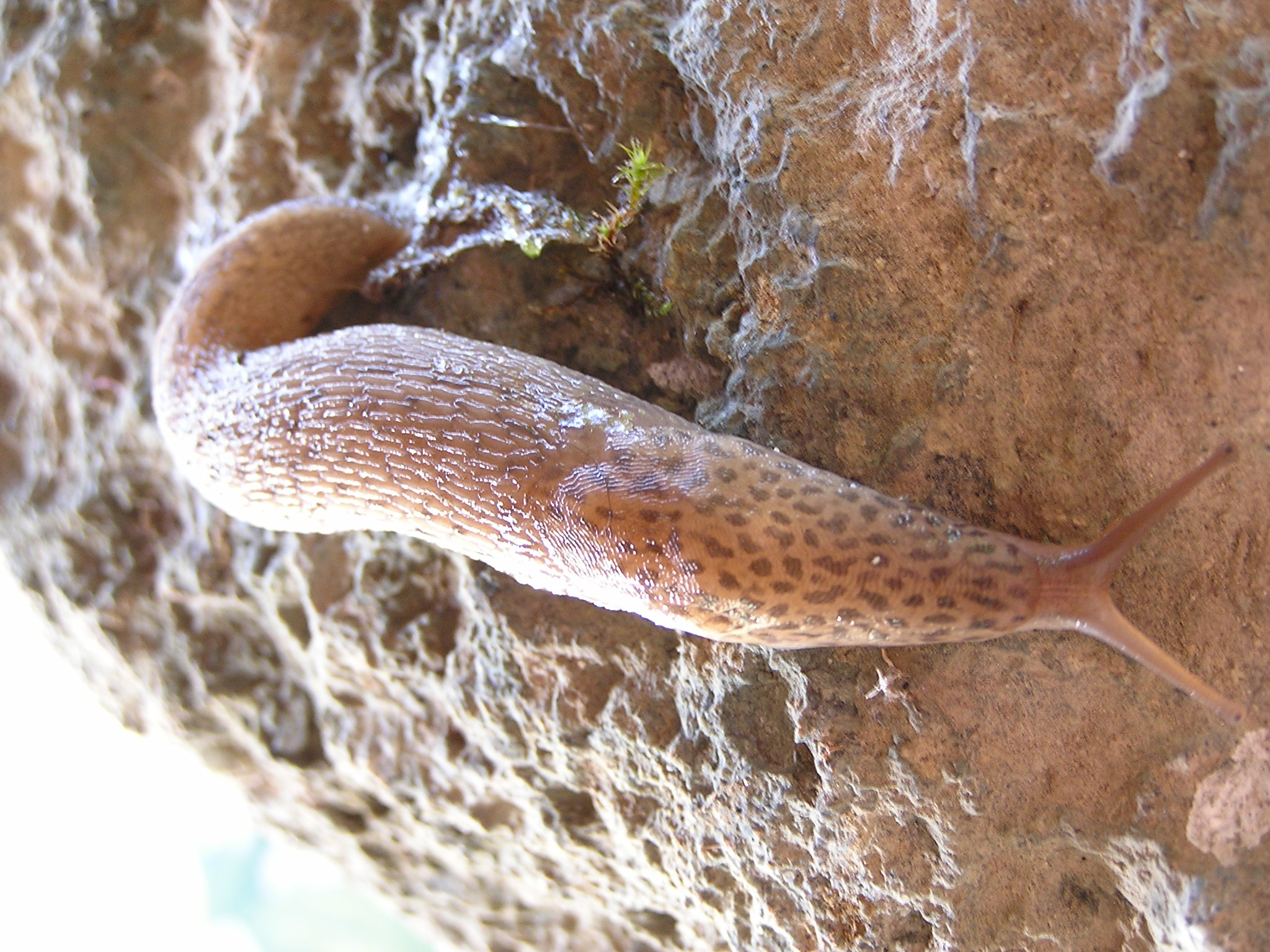
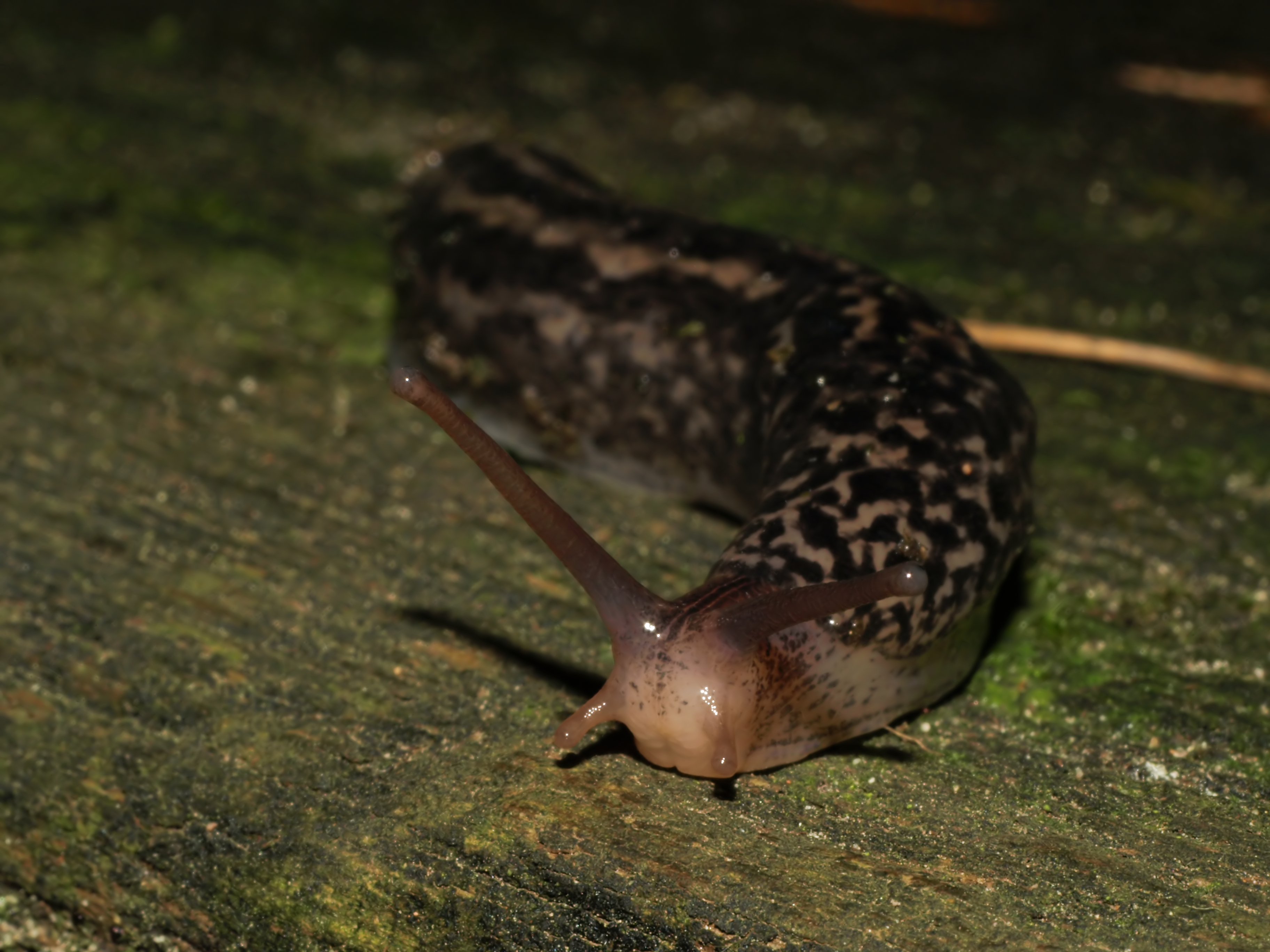
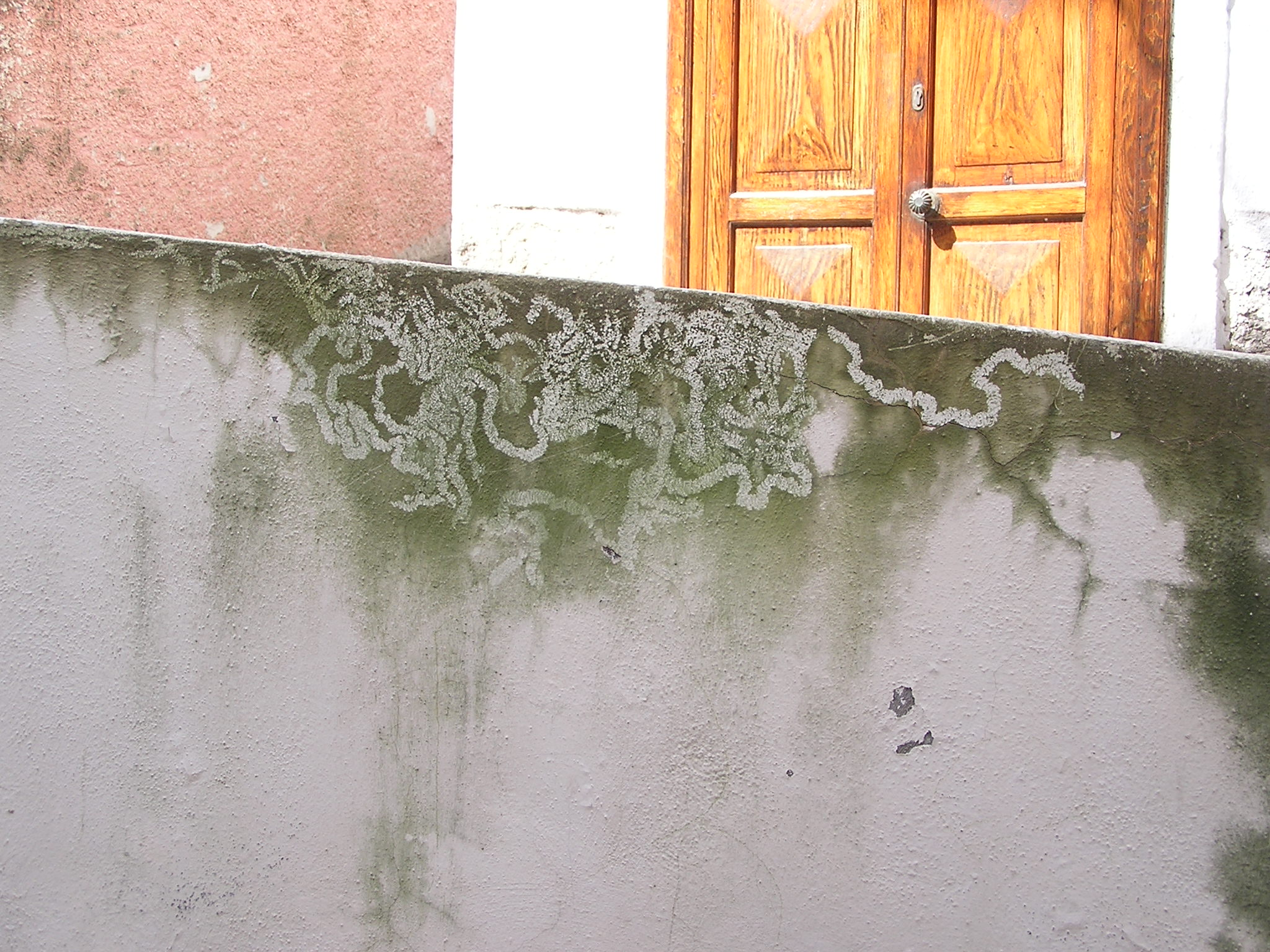
Spuren vom Abweiden der Grünalgenschicht
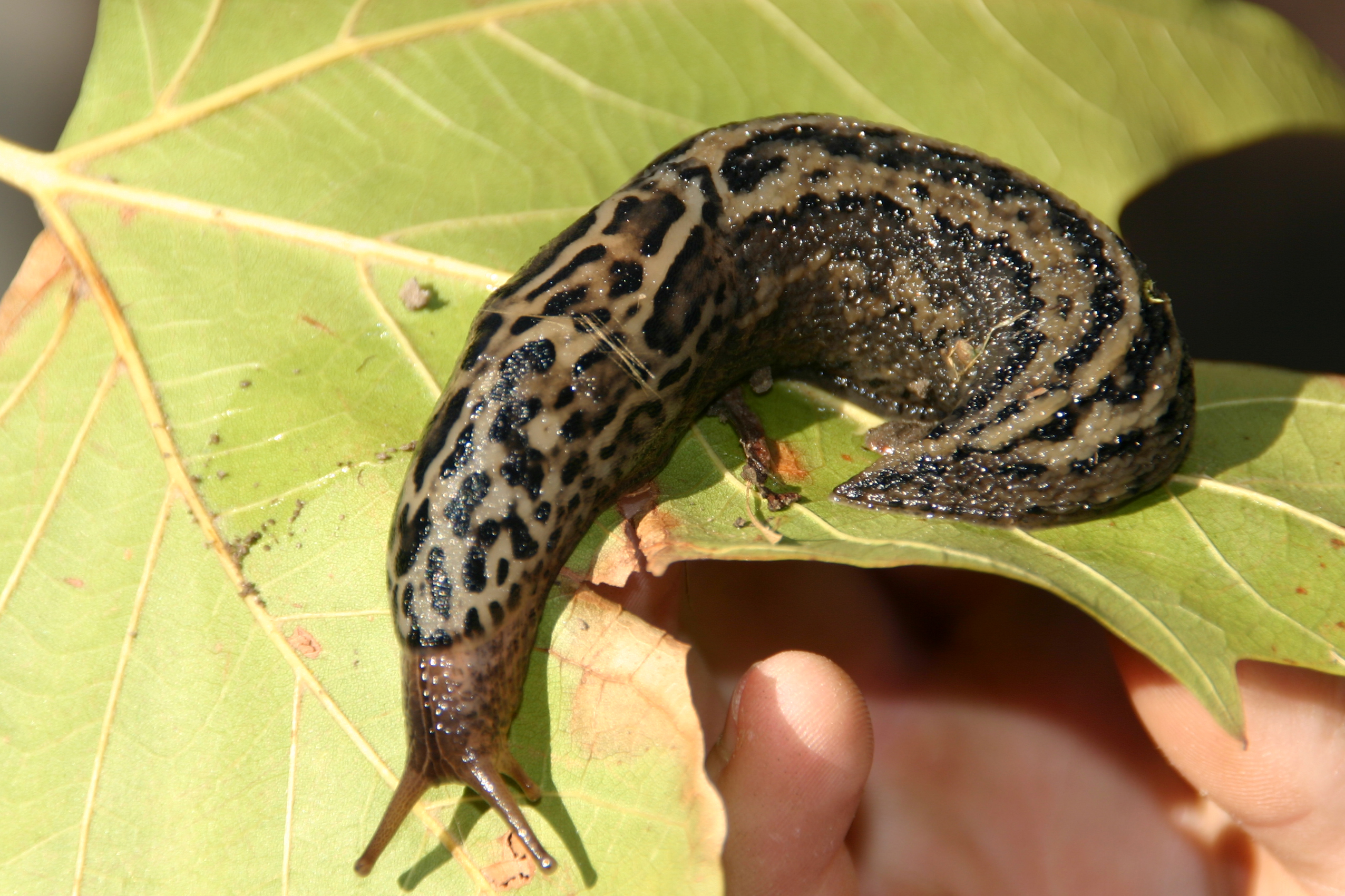
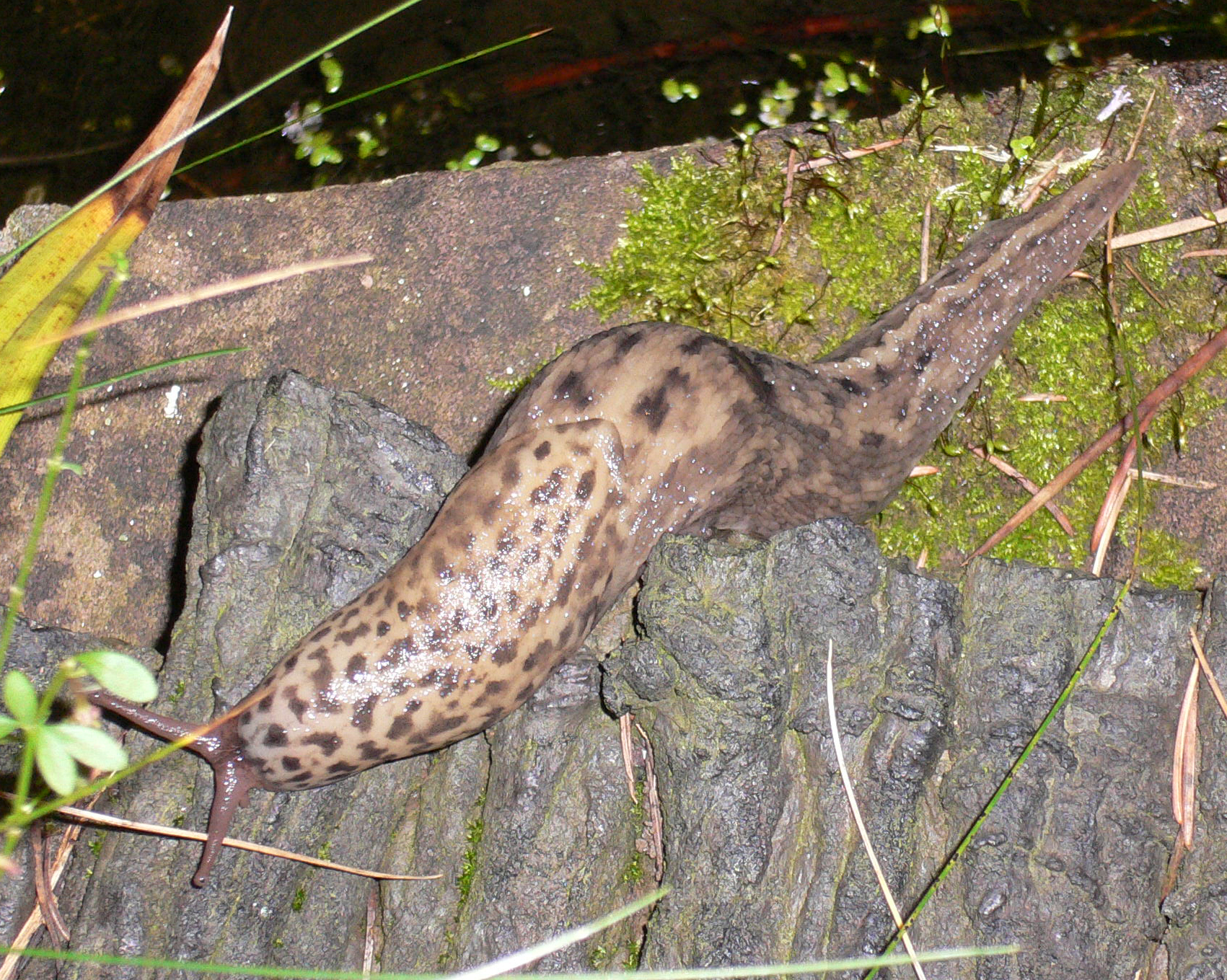
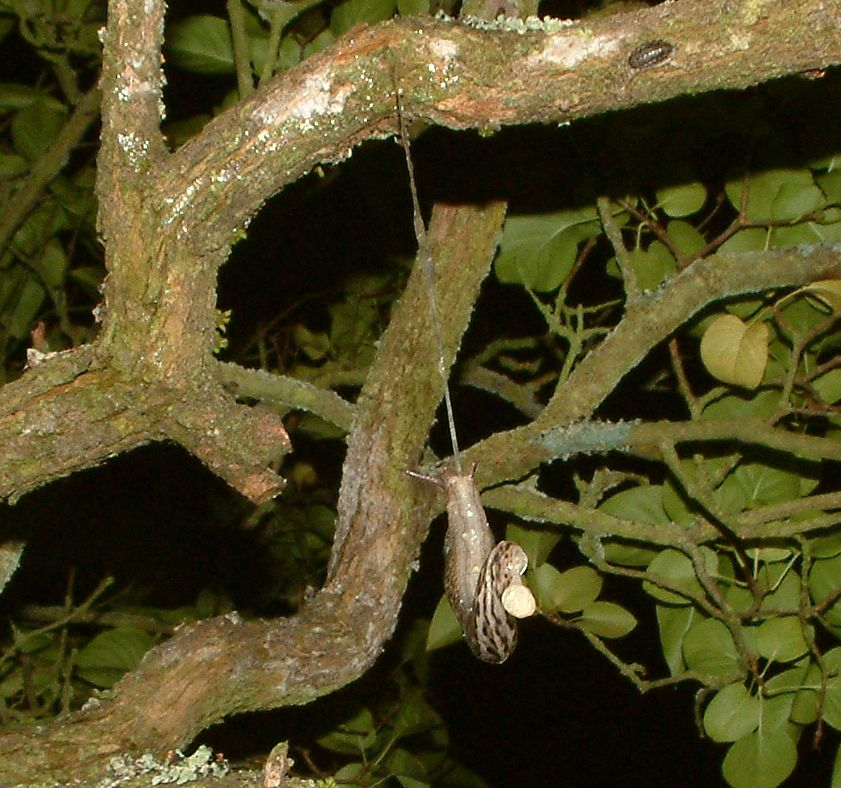
Beim Abseilen
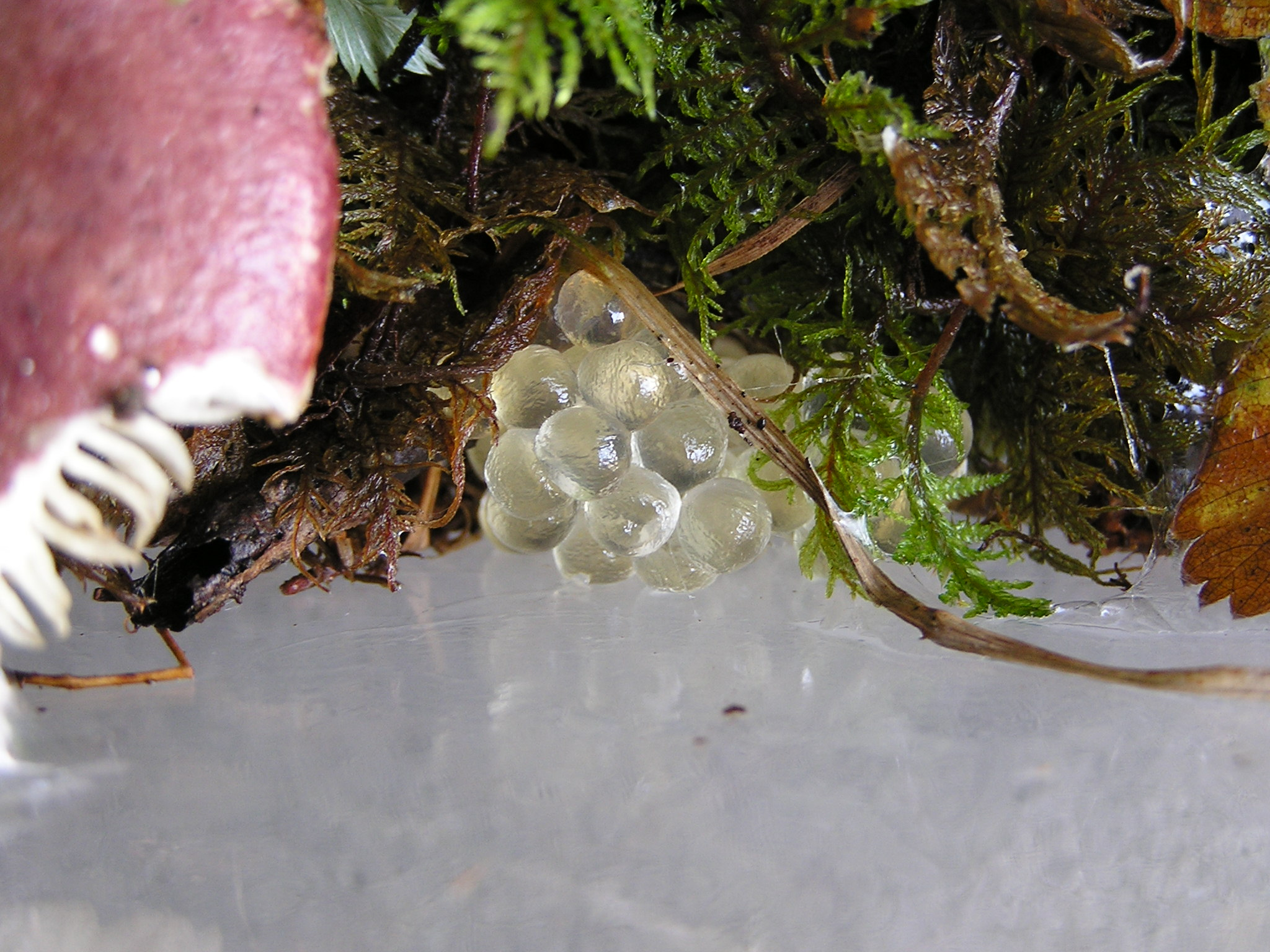
Eigelege